# CGC Viareggio 2011-2012
Questa voce raccoglie le informazioni riguardanti del CGC Viareggio nelle competizioni ufficiali della stagione 2011-2012.

## Stagione
Trentaduesima stagione di massima serie, A1. È forse la stagione con i maggiori rimpianti, quella che poteva portare un altro trofeo in bacheca. Il CGC Viareggio è Campione d'Italia in carica e si rafforza con l'argentino Garcia, attaccante, che vincerà la classifica marcatori.
I bianconeri si piazzano al secondo posto in classifica, dietro al Lodi.
Nei play-off il CGC elimina prima il Breganze e poi il Forte Dei Marmi. Perde la finale contro il Valdagno, nonostante il miglior piazzamento nella stagione regolare.
In Coppa Italia, i bianconeri vengono eliminati dal Bassano nella seconda fase a gironi, giocata a Viareggio. Unica volta, nel lustro, che il CGC non arriva in finale.
La stagione si apre con la sfida di SuperCoppa Italiana tra CGC Viareggio e Valdagno, giocata a Viareggio. Ancora una volta, è la squadra veneta a vincere per 6-5.

## Maglie e sponsor
| 1ª divisa | 2ª divisa |

## Organigramma societario
- Presidente: Alessandro Palagi
- Vicepresidente: Massimo Barozzi
- Consiglieri: Renzo Pardini
- Direttore sportivo:
- Segretaria:
- Addetto stampa:

## Organico

### Giocatori
Dati tratti dal sito internet ufficiale della Federazione Italiana Sport Rotellistici.
| N° | Naz.                 | Ruolo    | Sportivo              |  |  |  |
| -- | -------------------- | -------- | --------------------- |  |  |  |
|    | Italia (bandiera)    | Portiere | Alessio Carmazzi      |  |  |  |
|    | Italia (bandiera)    | Esterno  | Davide Motaran        |  |  |  |
|    | Italia (bandiera)    | Esterno  | Massimo Mariotti      |  |  |  |
|    | Italia (bandiera)    | Portiere | Leonardo Barozzi      |  |  |  |
|    | Italia (bandiera)    | Esterno  | Enrico Mariotti       |  |  |  |
|    | Italia (bandiera)    | Esterno  | Andrea Deinite        |  |  |  |
|    | Italia (bandiera)    | Esterno  | Nicola Palagi         |  |  |  |
|    | Italia (bandiera)    | Esterno  | Mirko Bertolucci      |  |  |  |
|    | Italia (bandiera)    | Esterno  | Alessandro Bertolucci |  |  |  |
|    | Italia (bandiera)    | Esterno  | Alberto Orlandi       |  |  |  |
|    | Argentina (bandiera) | Esterno  | Emanuel Garcia        |  |  |  |

### Staff tecnico
- 1º Allenatore:  Massimo Mariotti
- 2º Allenatore: n.a.
- Meccanico: